# 硫酰氟
硫酰氟是一种无机化合物，化学式 SO2F2。它的化学性质比起硫酰氯来说，更接近六氟化硫。它是一种神经毒素，也是一种温室气体。尽管如此，它一直用来制作杀虫剂。